# Pseudonectria pachysandricola
Pseudonectria pachysandricola är en svampart som beskrevs av B.O. Dodge 1944. Pseudonectria pachysandricola ingår i släktet Pseudonectria och familjen Nectriaceae.   Inga underarter finns listade i Catalogue of Life.